# Mosteiro de Mor Jacó, o Recluso (Salah)
Mosteiro Ortodoxo Sírio de Mor Jacó de Salah (aramaico: ܕܝܪܐ ܕܡܪܝ ܝܥܩܘܒ ܕܨܠܚ, turco: Mor Yakup Manastırı) é um dos mais antigos mosteiros cristãos do mundo. Localizado na região de Tur Abdin, no sudeste da Turquia, no vilarejo de Salah (em turco: Barıştepe), é um dos mosteiros da Igreja Siríaca Ortodoxa de Antioquia. Não deve ser confundido com os mosteiros de Mor Jacó Burd'ono (Atschane, Líbano) (convento), Mor Jacó de Sarug (d'Qarno) (Montanha Izlo, Tur Abdin) ou Mor Jacó de Sarug (Warburg, Alemanha). Devido à sua semelhança com o Mosteiro de Mor Gabriel o mesmo tempo de origem é assumido como 600 dC. Supõe-se também que o complexo de blocos de pedra ao norte do mosteiro abriga os restos de um edifício de culto pagão. Diz-se que é um antigo complexo de templos de Heráclio e outras divindades. Dois arcos deste complexo ainda são reconhecíveis hoje.
O mosteiro dedicado a São Jacó Hbischoyo (o Recluso) é um dos tesouros arquitetônicos de Tur Abdin.

## História
De acordo com diferentes fontes, o mosteiro foi construído entre 400 e 600 dC em uma planície fértil abaixo da Vila de Salah. O monge Mor Jacó, que veio de Alexandria (Egito) e colocou a pedra fundamental, deu o nome ao mosteiro e fundou o mosteiro no local do martírio de Mor Barschabo e seus alunos.
Após a morte de Mor Jacó em 421, o mosteiro floresceu e foi sé de um bispo por muito tempo nos séc. VII e VIII. De 1364 a 1839 foi a sé dos Patriarcas de Tur Abdin, que estavam em cisma com os Patriarcas de Deyrulzafaran. Para o monasticismo, essa relação resultou em uma reforma importante. O último patriarca cismático Mas'ud II de Zaz foi considerado o último grande místico sírio ocidental e inovador do monaquismo.
De 1916 a 1965, após o genocídio dos cristãos sírios, o mosteiro foi abandonado e deixado em decadência. Após a sua reabertura, toda a instalação foi completamente restaurada. Apenas parte do edifício original permanece.